# غاري تومسون (لاعب كرة قدم بريطاني)
غاري تومسون (بالإنجليزية: Garry Thompson)‏ (24 نوفمبر 1980 في المملكة المتحدة - ) هو لاعب كرة قدم بريطاني في مركز جناح ‏. لعب مع برادفورد سيتي وسكونثورب يونايتد وويكمب وندررز ونوتس كاونتي ونادي موركامب.

## وصلات خارجية
- غاري تومسون على موقع قاعدة بيانات كرة القدم.إي يو (الإنجليزية)
- غاري تومسون على موقع Soccerbase.com (لاعب) (الإنجليزية)
- غاري تومسون على موقع عالم كرة القدم.نت (الإنجليزية)